# منصور ستاری
منصور ستاری خواص (۲۹ اردیبهشت ۱۳۲۷ – ۱۵ دی ۱۳۷۳) سرتیپ نیروی هوایی ارتش جمهوری اسلامی ایران و فرمانده آن نیرو از بهمن ۱۳۶۵ تا ۱۵ دی ۱۳۷۳ بود. وی در سال ۱۳۷۳ در سانحه سقوط هواپیما در نزدیکی فرودگاه بین‌المللی شهید بهشتی اصفهان، به همراه جمعی از فرماندهان و افسران بلندپایه نیروی هوایی کشته شد.

## زندگی
منصور ستاری خواص در ۲۹ اردیبهشت ۱۳۲۷ در روستای ولی‌آباد قرچک به‌دنیا آمد. حسن ستاری پدر منصور شاعر بود. منصور ستاری و ۴ خواهر و برادرش در نه سالگی پدرشان را از دست دادند.
منصور با دختر دایی‌اش حمیده پیاهور ازدواج کرد و چهار فرزند از این ازدواج داشته‌اند؛ سورنا ستاری یکی از چهار فرزند آنان است.

## تحصیلات
در سال ۱۳۴۶ با پایان یافتن تحصیلات متوسطه و اخذ دیپلم وارد دانشکده افسری شد و پس از پایان دوران آموزشی در سال ۱۳۴۸ به درجه ستوان دومی نائل گشت. سال ۱۳۵۰ برای گذراندن دوره عملی کنترل رادار، راهی آمریکا شد و پس از یک سال به ایران بازگشت و به عنوان افسر رهگیر نیروی هوایی شاهنشاهی ایران مشغول به‌کار شد. در سال ۱۳۵۴ در کنکور سراسری شرکت کرد و در رشته مهندسی برق و الکترونیک دانشگاه تهران پذیرفته شد. اما با شروع جنگ ایران و عراق در حالی که بیش از چند واحد به پایان تحصیلات دانشگاهی‌اش باقی نمانده بود، تحصیل در دانشگاه تهران را رها کرد و به رسته نظامی خود در نیروی هوایی بازگشت.

## اقدامات
وی در طول جنگ ایران و عراق طرح‌ها و ابتکارات زیادی در تجهیز سیستم‌های راداری و پدافندی به اجرا درآورد، که موجب ارتقای کارایی سیستم راداری ایران در خلال جنگ گشت. در سال ۱۳۶۲ به‌سمت معاونت عملیات پدافند نیروی هوایی منصوب شد. سال ۱۳۶۴ زمان ارتقاء او به‌سمت معاونت طرح و برنامه نیروی هوایی بود. سرانجام در بهمن‌ماه سال ۱۳۶۵ به‌فرماندهی نیروی هوایی ارتش جمهوری اسلامی ایران منصوب شد و تا پایان عمر خود عهده‌دار این مسئولیت بود.
در سال ۱۳۶۶ وی با کمک تعدادی از افسران نهاجا از جمله سرتیپ فریدون علی مازندرانی، سرتیپ دوم پرویز ابراهیمی و سرتیپ دوم عطاءالله بازرگان، جهاد خودکفایی نهاجا را تأسیس نمود که این نهاد، بعدها به سازمان تحقیقات و جهاد خودکفایی نیروی هوایی ارتش تغییر نام داد. از دیگر اقدامات وی تأسیس دانشگاه هوایی به منظور تربیت افسران جوان و تحصیل‌کرده برای نیروی هوایی، بازگشایی موزه هوایی (گشایش یافته در دوران فرمانده اسبق نیروی هوایی؛ محمدامیر خاتمی) و همین‌طور موزه دیگری در فرودگاه قلعه مرغی در قدیمی‌ترین آشیانه‌های هواپیما بین سال‌های ۱۳۷۱ تا ۱۳۷۲ است. بازسازی هواپیماهای این دو موزه توسط دفتر مطالعات و تحقیقات نیروی هوایی انجام شد. علاوه بر آن سه آشیانه تاریخی نیز که آلمانی‌ها و بریتانیایی‌ها در سال‌های ۱۳۰۳ تا ۱۳۰۷ ساخته بودند در میراث فرهنگی ثبت شدند.
سید علی خامنه‌ای در سخنانی ضمن اشاره به این که از نخستین روزهای انقلاب با ستاری آشنا بوده است، دربارهٔ اقدامات او در زمینه طراحی‌های علمی-نظامی بیان می‌کند: «ساخت وسایل زمینی رادارها و وسایل هدایت شونده زمینی و به‌کارگیری بسیار دشوار و پیچیده آن‌ها جزو افتخارات نیروی هوایی است، که ستاری قبل از آنکه فرمانده نیروی هوایی شود، یکی از قهرمان‌های این میدان بود. او و بسیاری دیگر که امروز در بین شما هستند و من آن‌ها را می‌شناسم، از همان زمان و بعد از آن، در داخل جبهه‌ها لحظه به لحظه مشغول تحرک و فعالیت جان‌کاه، اما شیرین برای یک انسان متعهّد بودند».

### سبک‌سازی سامانه‌های دفاعی
منصور ستاری به عنوان خالق طرح‌های نوین و به‌هم تنیده در پدافند هوایی شناخته شده است. در عملیات والفجر ۸، با توجه به محدودیت‌های تجهیزاتی و امکاناتی، دست به تغییراتی زد که منجر به دستاوردهایی برای ایران شد. سبک‌سازی و چابک کردن سامانه‌های پدافند هوایی که سرعت جابه‌جایی‌ها، چالاکی و قابلیت جابجایی سامانه پدافند هوایی را ممکن می‌کرد، از کارهای او بود.
برای جابه‌جا کردن سامانه دفاع موشکی ام‌آی‌ام-۲۳ هاوک حداقل ۴۸ ساعت زمان لازم است، منصور ستاری با طرح ایده جداسازی بخش‌هایی از این سامانه و باقی ماندن بخش‌های حیاتی، زمینه‌ای ایجاد کرد تا این سامانه به راحتی جابه‌جا شود و مورد شناسایی و انهدام قرار نگیرد. پدافند هوایی ایران در طول روز عملیات خود را علیه نیروهای عراقی انجام می‌داد و به صورت شبانه قبل از انجام عملیات، سایت را جابه‌جا می‌کرد.
منصور ستاری همچنین طرح ایجاد سایت‌های پدافندی فریب را به‌عنوان یک دام پیاده‌سازی کرد. نقاط فریب مکان‌یابی می‌شد و همه چیز مشابه یک سامانه موشکی در معرض دید نیروی هوایی عراق قرار می‌گرفت. با این کار، تصاویر گرفته شده توسط هواپیمای شناسایی عراق از سایت‌های غیر واقعی تصویربرداری می‌کرد. سامانه هاوک تقریباً هر روز در جای تازه‌ای مستقر می‌شد.

### پروژه‌های نظامی
منصور ستاری با راه‌اندازی تأسیسات و امکانات جدید تعمیر و نگهداری و نیز اجرای طرح‌ها و پروژه‌هایی نظیر پروژه اوج و نیز راه‌اندازی مرکز پژوهش، تحقیقات و آموزش «پتاگ» توان نگهداری نیروی هوایی ارتش را تقویت کرد و در شرایط جنگ ایران و عراق و پس از آن، به چندین برابر قدرت قبلی ارتقا داد. ایجاد مؤسسات فنی و صنعتی پیشرفته برای آموزش پروازی مرحله مقدماتی دانشجویان خلبانی، با کمک مهندسان و متخصصان نهاجا این قدرت را تقویت کرد. نگهداری مجتمع پتروشیمی بندر امام خمینی، حفاظت از تأسیسات میدان گازی کنگان تحت فرماندهی منصور ستاری در سال‌های ۱۳۶۵ تا ۱۳۶۸ انجام شده است.
ایجاد هواپیمایی ساها (توسط سازمان هواپیمایی ارتش جمهوری اسلامی ایران)، شرکت در پروژه‌های دولتی در راستای امور مهندسی و تأسیساتی، افزایش کارایی و استخراج از معادن تحت پوشش از قبیل معدن نمک سمنان که نیازمندی‌های صنایع نفتی و پتروشیمی کشور را مرتفع و پشتیبانی می‌کند، ازدیاد بازده صنایع فلزی «ریخته‌گری و تراش» و دریافت سفارش به منظور رفع نیازمندی‌های دولتی، نظامی و خصوصی، از دیگر اقدامات ستاری به‌شمار می‌رود.

### طراحی و ساخت هواپیمای پرستو
از اساسی‌ترین اقدامات منصور ستاری، افزایش ظرفیت فنی، به ویژه ایجاد بنیان‌های صنعتی و مدرن نیروی هوایی برای ساخت هواپیما و تعمیرات اساسی و همه‌جانبه تجهیزات بود. محصول چنین اقداماتی، ساخت هواپیمای آموزشی و پشتیبانی سبک پرستو با ظرفیت ۴ نفر است. او برای آموزش پروازی مرحله مقدماتی دانشجویان خلبانی، با کمک مهندسین و متخصصین نهاجا، به ساخت هواپیمای «پرستو» مبادرت کرد. ساخت این هواپیما که از نظر امکانات عملیاتی تقریباً شبیه هواپیمای بونانزا ساخت آمریکاست، هواپیمایی ملخی و تک‌موتوره با کاربرد آموزشی است.

### جنگ نفتکش‌ها
یکی از مهم‌ترین فعالیت‌های ستاری در سال‌های ۱۳۶۶ تا پایان جنگ ایران و عراق، اسکورت ناوگان تجاری کشتی‌های نفتکش ایران در خلیج فارس و دریای عمان تا خروج آن‌ها در خلال جنگ نفت‌کش‌ها بود. انجام عملیات اسکورت با توجه به حجم عملیات جنگی و نیز حجم عملیات عادی و روزانه نهاجا بسیار دشوار بود.

### طراحی و ساخت خودروی شمس
خودروی طراحی شده توسط منصور ستاری که به تولید انبوه نرسید، به نام «شمس» نام‌گذاری شد که مخففی از حروف ابتدایی «شهید منصور ستاری» است. خودروی بنزین‌سوز شمس با طول ۳۳۰ سانتی‌متر، عرض ۱۴۲ سانتی‌متر و ارتفاع ۱۵۰ سانتی‌متر، دارای یک موتور ۴ سیلندر با حجم ۱۲۰۰ سی‌سی بوده و ۱۶۰ کیلومتر بر ساعت سرعت دارد. فاصله ۲۲۰ سانتی‌متری دو محور، گنجایش ۴۷ لیتری باک، قطر ۸ متری دایره دور زدن و حدفاصل ۱۶ سانتی‌متری کف تا زمین، از دیگر مشخصات این خودروی ۴ نفره بود، که توسط فرمانده نیروی هوایی ارتش طراحی شد.

## دستاوردها

### دریافت بالاترین نشان نظامی از رئیس‌جمهور پاکستان
ستاری که برای شرکت در مراسم سالروز استقلال پاکستان و بازدید از پایگاه‌های نظامی، اواخر دهه ۱۹۸۰ میلادی به این کشور سفر کرده بود، از سوی غلام اسحاق خان؛ رئیس‌جمهوری وقت پاکستان، بالاترین نشان نظامی را دریافت کرد.
یکی از همرزمان او دراین‌باره می‌گوید: برای شرکت در مراسم سالروز استقلال پاکستان، همراه ستاری به آن کشور سفر کردیم. در کنار این مراسم، برنامه‌هایی را برای هیئت ایرانی تدارک دیدند، تا از مراکز نظامی پاکستان دیدن کنیم. ژنرال حکیم‌الله؛ فرمانده نیروی هوایی پاکستان، مشغول ارائه اطلاعاتی کلی دربارهٔ روش کار آن سیستم بود، که تیمسار ستاری سؤالاتی را دربارهٔ نحوه عملکرد سیستم و مسایل فنی هواپیما پرسید. پس از پایان این بازدید، ژنرال حکیم‌الله به خانم بی‌نظیر بوتو؛ نخست‌وزیر وقت پاکستان، گفت: فرماندهان نیروی هوایی زیادی را ملاقات کرده‌ام، ولی تا این لحظه فرماندهی را به دانایی، دانشمندی و باهوشی ستاری که در مسایل غیر از تخصص خود تبحر داشته باشد، ندیده‌ام. روز بعد غلام اسحاق‌خان؛ رئیس‌جمهور پاکستان، در مراسمی بالاترین نشان نظامی پاکستان را به او اعطا کرد.

## کشته‌شدن

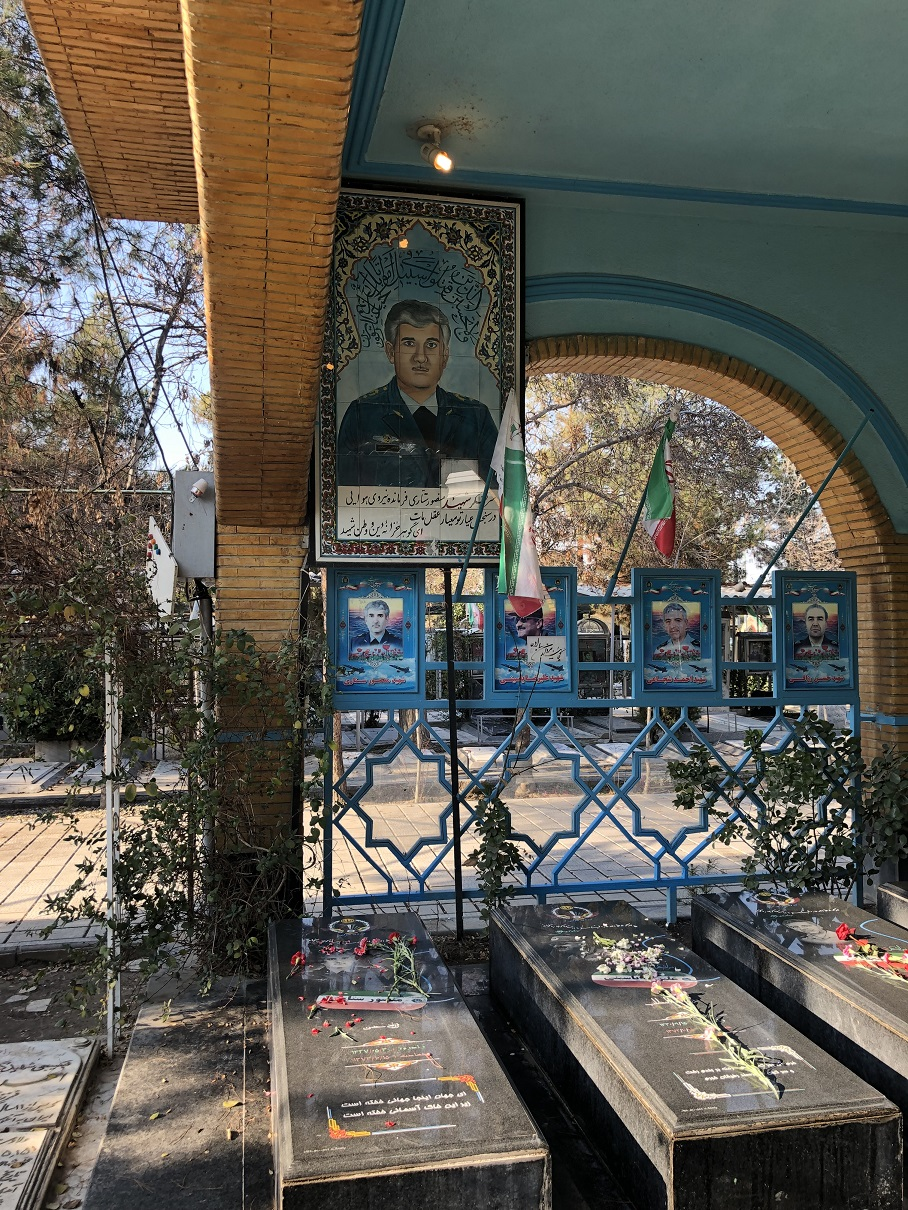
مدفن منصور ستاری در بهشت زهرا

منصور ستاری ۱۵ دی ۱۳۷۳ در سانحه سقوط هواپیما در نزدیکی فرودگاه بین‌المللی شهید بهشتی اصفهان به همراه افسران بلندپایه نیروی هوایی؛ یاسینی (معاون هماهنگ‌کننده و رئیس ستاد نیروی هوایی)، اردستانی (معاونت عملیات نیروی هوایی)، احمد شجاعی، رزاقی، خلبان جم‌منش، کمک خلبان ریاحی، شریفی؛ مسئول دفتر ستاری، جمشیدی؛ خلبان پرواز، سنایی، محتشمی افسر و گارد همراه، محسنی افسر و گارد همراه و پورزادی، کشته شد.

## کتاب‌ها دربارهٔ او

### روایت ناتمام
کتاب روایت ناتمام نوشته رضا رسولی روایتی از زندگی ستاری است. این کتاب حاصل گفتگوی نویسنده با خانواده، دوستان و هم‌رزمان فرماندهان نیروی هوایی ارتش جمهوری اسلامی ایران است که انتشارات روایت فتح آن را در سیزدهمین جلد از مجموعه از چشم‌ها خود منتشر کرده است.

### پاکباز عرصه عشق
کتاب پاکباز عرصه عشق به قلم علی اکبر و دیگران در ۲۵۰ صفحه و توسط نشر آجا منتشر شده است. این کتاب در چهار فصل، (کودکی تا دانشکده افسری)، (دانشکده افسری تا فرماندهی)، (فرماندهی تا شهادت) و (شهید ستاری به روایت تصویر) مرتب شده است.

### آسمان ۵: ستاری به روایت همسر شهید
کتاب منصور ستاری به روایت همسر شهید در سال ۱۳۹۱ از سوی انتشارات روایت فتح نوشته لعیا رزاق زاده برای نخستین بار به چاپ رسیده است. این کتاب، پنجمین جلد از سری مجموعه کتاب‌های آسمان است و خاطرات همسر ستاری را در قالب داستان روایت می‌کند.

### مرد ابرپوش
کتاب مرد ابرپوش بر اساس زندگی منصور ستاری توسط حمید نوایی لواسانی نوشته شده است. این کتاب که جلد شانزدهم از مجموعه قصه فرماندهان تولید دفتر ادبیات و هنر مقاومت حوزه هنری است توسط انتشارات سوره مهر منتشر شده است.

## در سینما و تلویزیون
منصور با نام سابق اوج ۱۱۰ فیلمی به کارگردانی و نویسندگی سیاوش سرمدی و تهیه‌کنندگی جلیل شعبانی محصول سال ۱۳۹۹ است. این فیلم در سی و نهمین دوره جشنواره فیلم فجر حضور داشت. این فیلم به روایت از زندگی منصور ستاری می‌پردازد.

## نگاه مقامات

#### کسب تکلیف برای فعالیت انقلابی
از دی ۱۳۵۷، ستاری تصمیم گرفته بود که با نوشتن نامه‌ای به کمک محمد یزدی تکلیف گروهش که فعالیت انقلابی خود را پنهانی دنبال می‌کردند، از خمینی خواستار شوند. محتوای نامه ستاری به خمینی این بود که «در این موقعیت حساس در نیروی هوایی بمانند یا بیرون بروند؟»

#### پیام خمینی به مناسبت عملیات مرصاد
سید روح‌الله خمینی به منصور ستاری فرمانده نیروی هوایی ارتش جمهوری اسلامی ایران به مناسبت عملیات مرصاد پیامی صادر و از زحمات تمامی افرادی که به نحوی از انحا در آمادگی پروازها دست دارند تشکر کرد.

#### شعر خمینی برای ستاری
در سال ۱۳۶۷ تیمسار ستاری به منظور تبریک سالروز میلاد فاطمه زهرا نامه‌ای را به خمینی ارسال کرد. او نیز نامه ستاری را با غزلی پاسخ داد. این شعر در «دیوان شعر امام» آمده است.

### علی خامنه‌ای
سید علی خامنه‌ای، رهبر جمهوری اسلامی ایران، دربارهٔ منصور ستاری می‌گوید: «شهید منصور ستّاری حقیقتاً یک نخبه بود؛ هم از لحاظ فکری، ذهنی، علمی و عملیّاتی، هم از لحاظ انگیزه و ایمان و حضور در عرصه‌های دشوار. خداوند ان‌شاءالله شهید ستّاری عزیزمان را با اولیای‌اش محشور کند.»

### حسن روحانی
حسن روحانی، رئیس‌جمهور دولت یازدهم و دوازدهم، ۲۶ دی ۱۳۹۳ در مراسمی گفت: «ستاری پیوسته با این تأکید که ما خودمان می‌توانیم بسازیم، همیشه از طرح‌های خودکفایی حمایت می‌کرد. همه پرسنل نیروهای مسلح ستاری را به عنوان فردی باسواد، نخبه و به روز می‌شناختند؛ او در دوران دفاع مقدس و بعد از جنگ همیشه در حال فعالیت و تلاش بود و همه ایشان را به عنوان فردی فوق‌العاده پرکار می‌شناختند.»